# سیسومایسین
سیزومایسین (به انگلیسی: Sisomicin) (bactoCeaze یا Ensamycin) یک آنتی بیوتیک آمینوگلیکوزیدی است که از تخمیر گونه جدیدی از سرده Micromonospora استخراج می‌شود. این دارو یک آمینوگلیکوزید وسیع الطیف جدید است که از نظر ساختاری شبیه به جنتامایسین است.